# Јеванђеље Николе Стањевића
Јеванђеље Николе Стањевића је назив за илуминирани рукопис Јеванђеља писан рашким стилом средином 14. века у Србији по налогу војводе Николе Стањевића.

## Историја
Никола Стањевић је био српски великаш из доба владавине цара Душана и цара Уроша (1331-1371). Добио је од Душана баштину у североисточној Македонији у области Штипа, Брегалнице и Струмице. Ту је саградио Конче, манастир посвећен Светом Стефану. Стањевић је носио титулу великог војводе која је заузимала високо место у хијерархији титула средњовековне Србије. Изједначавала се са титулом мега дукса у Византији.
Јеванђеље Николе Стањевића данас се чува у Хиландару под бројем 14. Написао га је монах Теоктист по налогу Николе Стањевића. Јеванђеље је без фигура, али веома богато орнаментиком, разновршношћу стилова, декорације рукописа. Било је у употреби до 19. века. Када је 1896. године млади српски краљ Александар Обреновић посетио манастир Хиландар, добио је "на реверс" (да се врати) Војводино јеванђеље. Однето је оно у Србију да би га српски научници темељно проучили. Лист Николиног јеванђеља данас се чува у Националној Руској библиотеци у Санкт-Петербургу. Монах Порфирије Успенски однео га је у Москву у 19. веку. Од 1883. године је у Санкт-Петербургу. Дело је писано рашким стилом. Постоје два позлаћена иницијала. Један је у старом византијском, а други у балканском стилу. Наслов и велики знаци интерпункције широм текста писани су златним словима. Разноврсност стилова чини ово јеванђеље посебно интересантним за истраживаче.